# Lungnak
Der Lungnak, auch Tsarap Lingti oder Tsarap genannt, ist der etwa 54 km lange rechte Quellfluss des Zanskar in Ladakh im nördlichen Indien.

## Verlauf
Der Lungnak entsteht am Zusammenfluss von Kargiak (links)  und Tsarap (rechts) oberhalb des Dorfes Char. Der Fluss fließt in überwiegend nordwestlicher Richtung durch den Tehsil Zanskar. Er passiert nach knapp 50 km den Hauptort Padum, trifft auf den von Westen heranströmenden Stod (Doda) und vereinigt sich mit diesem zum Zanskar-Fluss.